# The Bloody Beetroots
The Bloody Beetroots nacido en (Bassano del Grappa bajo el nombre Simone Cogo, el 18 de diciembre de 1977 -) es conocido como Sir Bob Cornelius Rifo, es un disc jockey, multinstrumentista y Productor Italiano.

## Trayectoria
El grupo se formó a finales de 2006 por Sir Bob Cornelius Rifo y Tommy Tea.
El primer EP Cornelius en el año 2008 se colocó a Top de las 100 descargas internacionales en iTunes. Este álbum fue un completo proyecto artístico, compuesto por música, videos y moda. Colaboraron con la firma francesa Sixpack France para sacar a la venta un modelo de camiseta de edición limitada. De cara al público, ambos componentes llevan máscaras del villano de Spider-Man, Venom. A principios de 2008 hicieron un pequeño tour por los Estados Unidos, junto con el DJ Steve Aoki. En 2008, su canción Butter fue incluida en la banda sonora del FIFA 09, y Mac Mac que apareció en NBA 2K9 de 2K Sports. Durante su gira de 2010 cambiaron su nombre a The Bloody Beetroots Death Crew 77 e introdujeron a un tercer componente, Edward Grinch, que toca la batería en los directos. Actualmente han omitido el The, por lo que pasan a llamarse únicamente Bloody Beetroots LIVE. Bloody Beetroots ha utilizado los dibujos de Tanino Liberatore para las carátulas de Romborama (2009) y HIDE (2013)
En 2012 lanzan su nuevo sencillo 'Rocksteady' acompañado de un videoclip emulando una road movie. 
A partir de 2013 Tommy Tea se dedica a proyectos de música personales.
El mes de febrero de 2013 Rifo anunció una nueva plataforma de medios sociales llamada The Real Church of Noise. La plataforma está entendida como un espacio virtual para los artistas que quieren reunirse y colaborar, e incluye servicios para compartir como YouTube, Soundcloud, y otros. En el mismo mes Bob Rifo ha publicado el cuarto sencillo Spank, que fue producido por TAI y Bart B More. 

El 14 de junio de 2013 en colaboración con Paul McCartney slae el nuevo sencillo Out of sight. Mientras el 18 de diciembre, con las canciones Liberi o no y Tanto ci sei, es anunciada la participación de The Bloody Beetroots y Raphael Gualazzi al Festival di San Remo: los dos con la canción Liberi o no han llegado a la final y ganaron de segundos clasificados.
En el año 2015, Bob Rifo anunció que dejaría de producir música bajo el nombre de The Bloody Beetroots, y que adoptaría el de SBCR (Sir Bob Cornelius Rifo), tras algunos rumores aclaró que esto sería temporalmente, que Bloody Beetroots nunca se acabaría. El mismo año dijo que planea regresar al proyecto Bloody Beetroots para festejar 10 años de trayectoria, al igual que RIFOKI podría regresar muy pronto.

## Discografía

### Álbumes
- I Love The Bloody Beetroots - 2007
- Romborama - 2009
- HIDE - 2013
- The Great Electronic Swindle - 2017

### EP
- Rombo - 2008
- Cornelius - 2008
- Warp - 2009
- Christmas Vendetta - 2009
- Domino - 2010
- Sperm Donor - 2010 (Con RIFOKI)
- Best of...Remixes - 2011
- SBCR & Friends Vol. 1 - 2015
- SBCR & Adversaries Vol. 2 - 2015
- SBCR & Punks Vol. 3 - 2016

### Singles
- 2009 - Warp 1.9 (feat. Steve Aoki), Dim Mak Records
- 2009 - Awesome (feat. The Cool Kids)
- 2009 - Come La (feat. Marracash)
- 2010 - 2nd Streets Have No Name (feat. Beta Bow)
- 2010 - New Noise (con Steve Aoki feat. Refused)
- 2011 - Church of Noise (feat. Dennis Lyxzén), Ultra Records
- 2012 - Rocksteady
- 2012 - Chronicles of a Fallen Love (con Greta Svabo Bech)
- 2012 - Spank (con TAI & Bart B More)
- 2013 - Out of Sight (feat. Paul McCartney y Youth)
- 2013 - All the Girls (Around the World) (Feat. Theophilus London)
- 2014 - Raw (feat. Tommy Lee)
- 2015 - The Grid (Bajo el nombre SBCR)
- 2017 - My Name Is Thunder (con Jet (banda))
- 2017 - Saint Bass City Rockers
- 2017 - Pirates, Punks & Politics (feat. Perry Farrell)
- 2017 - Crash (feat. Jason Aalon Butler)

### Vídeografia
- 2008 - Cornelius
- 2009 - Butter
- 2009 - Romborama
- 2009 - Warp 1.9 (ft. Steve Aoki)
- 2009 - Come La (ft. Marracash)
- 2009 - Awesome (ft. The Cool Kids)
- 2010 - 2nd Streets Have No Name (ft. Beta Bow)
- 2010 - Dominio
- 2011 -Church of Noise (ft. Dennis Lyxzén)
- 2013 - Rocksteady
- 2013 - Chronicles of a Fallen Love (ft. Greta Svabo Bech)
- 2013 - Spank (ft. TAI & Bart B More)
- 2013 - Out of Sight (ft. Paul McCartney and Youth)
- 2013 - All the Girls (Around the World)(ft. Theophilus London)
- 2014 - RAW (ft.Tommy Lee)
- 2014 - Liberi o no (ft. Raphael Gualazzi)
- 2014 - Tanto ci sei (ft. Raphael Gualazzi)
- 2015 - The Grid (SBCR)
- 2018 - Nothing But Love (ft. Jay Buchanan)